# Metta.io
Metta.io es una herramienta para la creación de vídeos, preferentemente para la edición de tutoriales, así como para sumarios, compilaciones, historias y documentales. Posibilita la opción de trabajar sobre materiales encontrados en línea, así como la subida de recursos propios, pudiendo combinar ambos.

## Características
Permite la opción de que a través de su plataforma, podamos seguir y que nos sigan otros usuarios, pudiendo compartir nuestras creaciones si se desea. Otra posibilidad que ofrece, es la de realizar una encuesta en las distintas partes del vídeo, dotando al contenido multimedia de mayor potencial interactivo.